# Canton du Petit-Quevilly
Le canton du Petit-Quevilly est une circonscription électorale française située dans le département de la Seine-Maritime et la région Normandie.
À la suite du redécoupage cantonal de 2014, les limites territoriales du canton sont remaniées. Le nombre de communes du canton passe de 1 à 1 + fraction Sotteville-lès-Rouen.

## Géographie
Ce canton est organisé autour du Petit-Quevilly dans l'arrondissement de Rouen. Son altitude varie de 3 m (Le Petit-Quevilly) à 33 m (Le Petit-Quevilly) pour une altitude moyenne de 5 m.

## Histoire
Le canton a été créé par décret no 82-97 du 27 janvier 1982 scindant en trois le canton de Grand-Couronne.
Par décret du 27 février 2014, le nombre de cantons du département est divisé par deux, avec mise en application aux élections départementales de mars 2015. Le canton du Petit-Quevilly est conservé et s'agrandit. Il passe de 1 commune à 1 + fraction Sotteville-lès-Rouen.

## Représentation

### Conseillers généraux de 1982 à 2015
| Période | Période          | Identité           | Étiquette | Qualité                                                                                          |
| ------- | ---------------- | ------------------ | --------- | ------------------------------------------------------------------------------------------------ |
| 1982    | 1994             | Henri Levillain    | PCF       | Ouvrier métallurgiste, riveur, maire du Petit-Quevilly (1967-1983)                               |
| 1994    | 1999 (démission) | François Zimeray   | PS        | Avocat Maire du Petit-Quevilly (1989-2001) Député européen (1999-2004)                           |
| 1999    | 2008             | Françoise Duquesne | PS        | Fonctionnaire, adjointe au maire du Petit-Quevilly                                               |
| 2008    | 2015             | Frédéric Sanchez   | PS        | Professeur puis diplomate, maire du Petit-Quevilly (2001-2019) Vice-président du Conseil général |

### Conseillers départementaux à partir de 2015
| Période élective | Période élective | Mandat | Mandat   | Identité         | Nuance | Nuance | Qualité |
| ---------------- | ---------------- | ------ | -------- | ---------------- | ------ | ------ | --- |
| 2015             | 2021             | 2015   | 2021     | Pierre Carel     |        | PS     | Conseiller général du canton de Sotteville-lès-Rouen-Ouest (2012-2015), 3e adjoint au maire de Sotteville-lès-Rouen |
| 2015             | 2021             | 2015   | 2021     | Charlotte Goujon |        | PS     | Conseillère régionale (2012-2015), maire du Petit-Quevilly depuis juillet 2019                                      |
| 2021             | 2028             | 2021   | en cours | Pierre Carel     |        | PS     | 3e adjoint au maire de Sotteville-lès-Rouen                                                                         |
| 2021             | 2028             | 2021   | en cours | Charlotte Goujon |        | PS     | maire du Petit-Quevilly                                                                                             |

### Résultats détaillés

#### Élections de mars 2015
À l'issue du 1er tour des élections départementales de 2015, deux binômes sont en ballottage : Pierre Carel et Charlotte Goujon (PS, 32,11 %) et Jacques Gaillard et Claire Jeannin (FN, 30,39 %). Le taux de participation est de 44,19 % (7 755 votants sur 17 551 inscrits) contre 49,48 % au niveau départemental et 50,17 % au niveau national.
Au second tour, Pierre Carel et Charlotte Goujon (PS) sont élus avec 62,24 % des suffrages exprimés et un taux de participation de 45,52 % (4 543 voix pour 7 989 votants et 17 551 inscrits).

#### Élections de juin 2021
Le premier tour des élections départementales de 2021 est marqué par un très faible taux de participation (33,26 % au niveau national). Dans le canton du Petit-Quevilly, ce taux de participation est de 27,4 % (4 734 votants sur 17 276 inscrits) contre 32,19 % au niveau départemental. À l'issue de ce premier tour, deux binômes sont en ballottage : Pierre Carel et Charlotte Goujon (PS, 49,02 %) et Franck Chapelle et Annick Vardon (RN, 21,66 %).
Le second tour des élections est marqué une nouvelle fois par une abstention massive équivalente au premier tour. Les taux de participation sont de 34,36 % au niveau national, 32,06 % dans le département et 27,33 % dans le canton du Petit-Quevilly. Pierre Carel et Charlotte Goujon (PS) sont élus avec 73,74 % des suffrages exprimés (3 265 voix pour 4 722 votants et 17 279 inscrits),,. 

## Composition

### Composition avant 2015
Le canton du Petit-Quevilly ne comprenait qu'une commune.
| Nom                           | Code Insee | Codepostal | Superficie (km2) | Population (dernière pop. légale) | Densité (hab./km2) |
| ----------------------------- | ---------- | ---------- | ---------------- | --------------------------------- | ------------------ |
| Le Petit-Quevilly (chef-lieu) | 76498      | 76140      | 4,35             | 22 089 (2012)                     | 5 078              |

### Composition depuis 2015
Le canton comprend une commune entière et une fraction de la commune de Sotteville-lès-Rouen.
| Nom                                       | Code Insee | Intercommunalité          | Superficie (km2) | Population (dernière pop. légale)               | Densité (hab./km2) | Modifier                                    |
| ----------------------------------------- | ---------- | ------------------------- | ---------------- | ----------------------------------------------- | ------------------ | ------------------------------------------- |
| Le Petit-Quevilly (bureau centralisateur) | 76498      | Métropole Rouen Normandie | 4,35             | 21 935 (2022)                                   | 5 043              | modifier les données · modifier les données |
| Sotteville-lès-Rouen                      | 76681      | Métropole Rouen Normandie | 7,44             | Fraction : 7 669 (2022) Commune : 29 039 (2022) | 3 903              | modifier les données · modifier les données |
| Canton du Petit-Quevilly                  | 7627       |                           |                  | 29 604 (2022)                                   |                    | modifier les données                        |

La partie de la commune de Sotteville-lès-Rouen intégrée dans le canton est celle située au nord d'une ligne définie par l'axe des voies et limites suivantes : depuis la limite territoriale de la commune de Rouen, place Voltaire, rue Pierre-Corneille, rue Léon-Salva, rue Garibaldi, rue des Frères-Louis-et-René-Canton, rue des Déportés, rue Léon-Salva, avenue de la Libération, avenue Jean-Jaurès, rue Georges-Petit, rue Léon-Salva, avenue du 14-Juillet, rond-point des Bruyères, jusqu'à la limite territoriale de la commune du Petit-Quevilly.

## Démographie

### Démographie avant 2015
| 1982   | 1990   | 1999   | 2006   | 2011   | 2012   |
| ------ | ------ | ------ | ------ | ------ | ------ |
| 22 876 | 22 600 | 22 332 | 22 132 | 22 055 | 22 089 |

### Démographie depuis 2015
En 2022, le canton comptait 29 604 habitants, en évolution de −0,23 % par rapport à 2016 (Seine-Maritime : +0,35 %, France hors Mayotte : +2,11 %).
| 2013   | 2018   | 2022   |
| ------ | ------ | ------ |
| 29 961 | 29 843 | 29 604 |